# Kundschafter des Friedens (Film)
Kundschafter des Friedens ist ein deutscher Spielfilm von Robert Thalheim aus dem Jahr 2017 mit Henry Hübchen in der Hauptrolle. Der Filmtitel ist eine Anspielung auf die offizielle Bezeichnung der Auslandsagenten der DDR. 2025 wurde der Film mit Kundschafter des Friedens 2 fortgesetzt.

## Handlung
Der ehemalige Agent der Hauptverwaltung A Jochen Falk ist Pensionär und wird vom Bundesnachrichtendienst (BND) angeworben, da in einer der beiden (fiktiven) Ex-Sowjetrepubliken Katschekistans, die eigentlich ihre Wiedervereinigung hätten feiern sollen, der designierte Präsident Kazan sowie der BND-Agent Frank Kern entführt wurden. Nicht zuletzt aus persönlichen Motiven – es war Kern, der ihn vor 30 Jahren enttarnte – willigt Falk ein, allerdings nur unter der Bedingung, dass er sein altes Team reaktivieren kann: Nebst Bastler Jaecki, Organisator Locke und dem nicht mehr ganz jungen Romeo-Agenten Harry schließt sich allerdings auch – als Aufpasserin – BND-Agentin Paula an. In Katschekistan angekommen, müssen die gealterten Agenten feststellen, dass sich die Zeiten drastisch geändert haben und sie nun auf ihr ganzes Können angewiesen sind. Nicht zuletzt ist auch die Frage zu klären, ob Paula die Tochter von Kern oder Falk ist (Showdown auf der Glienicker Brücke).

## Produktion und Dreharbeiten
In Hinblick auf die sensible Thematik betonte Produzent Andreas Banz, ihm sei es wichtig, keine „Stasi-Verherrlichung“ oder einen „Ost-West-Film“ zu schaffen, sondern „einen Best-Ager-Film (zu) machen, der sich mit dem universellen Thema beschäftigt, im Alter nicht mehr gebraucht zu werden“.
Regisseur Thalheim sagt über den Film: Ihm sei klar gewesen, dass die Geschichte nur mit dieser Besetzung funktionieren würde. Die Rolle des „Ost-James-Bond“ habe er explizit für Hübchen geschrieben. Die Idee, dass Kundschafter Falk dann darauf besteht, alte Geheimdienst-Kumpels mitzunehmen, sei aber nicht weniger tragend gewesen. „Ich freue mich einfach riesig, dass uns das tatsächlich gelungen ist, die alle zusammenzubringen“, bekannte der Filmemacher. Das Ergebnis sollte eine heitere „Hommage an den alten Agentenfilm“ werden, „keine überdrehte Satire“. Das Ostquartett der Schauspieler Hübchen, Gwisdek, Thieme und Glatzeder – zwei gingen zu DDR-Zeiten in den Westen, die anderen blieben im Lande – schickte er gespannt ein Vierteljahrhundert nach der Wiedervereinigung in einen filmischen BND-Einsatz.
Gedreht wurde an verschiedenen Schauplätzen in Deutschland. Das Foyer des Düsseldorfer Schauspielhauses diente als Kulisse für die ausländische Hotellobby. Die Szenen in „Katschekistan“ wurden auf Gran Canaria gefilmt. Die Szenen, in denen das ehemalige „katschekische“ Schwimmbad dargestellt wird, wurden im ehemaligen Stadtbad in Brandenburg an der Havel aufgenommen.
In die Filmmusik wurde die von Walter Kubiczeck komponierte Titelmelodie aus der DDR-Fernsehserie Das unsichtbare Visier integriert.
Filmpremiere war am 17. Januar 2017 im Berliner Kino International, offizieller Kinostart war am 26. Januar 2017.

## Kritiken
Oliver Armknecht von film-rezensionen.de meinte: „Coole Oldschool-Agenten oder überforderte Rentner? So wirklich kann sich Regisseur Robert Thalheim nicht entscheiden und versucht es mit beidem gleichzeitig. Das Ergebnis macht gerade zu Beginn sichtlich Lust auf mehr, baut jedoch mit steigendem Adrenalinpegel der Protagonisten umso schneller ab und enttäuscht gerade durch seine austauschbaren Handlungsstränge.“ Negativ fiel ihm auf: „Ein persönliches Dreiergespann, dass den Film nur unnötig überlädt und in seiner Reichweite vorhersehbar und fehl am Platz wirkt. Darüber hinaus verlieren die humoristischen Einlagen der DDR-Agenten im chaotischen Ernstfall schnell an Charme und machen fortan durch klischeehaften Fremdscharm [sic] von sich reden. Zu viel Klamauk gepaart mit einem dürftigen Handlungskorsett verleihen dem starken Einstieg eine undankbare Schlussnote.“
Für Kino-Zeit wertete Maria Wiesner: „Thalheim gibt seinen Figuren im richtigen Moment etwas Tiefgang und sieht niemals von oben auf sie herab. Auch verlässt sich der Film nicht auf den Ostalgie-Humor oder den Witz, der sich aus einer ‚Der alte Analog-Haudegen vs. die technikaffine Jungagentin‘-Situation entspinnen kann.“
programmkino.de wertete: „Nimmt man die ungezwungene Komödie mit seinen [sic] (bewusst eingebauten) historischen Ungenauigkeiten nicht allzu ernst, erlebt man 90 vergnügliche, kurzweilige Minuten. Das liegt auch daran, da [sic] ‚Kundschafter des Friedens‘ genüsslich mit Agentenfilm-Klischees und -Stereotypen spielt und diese mit viel Freude aufs Korn nimmt: von skurrilen Abhörmethoden aller Art (Stichwort: Aschenbecher) bis hin zum Macho-Gehabe in die Jahre gekommener Top-Spione (Frauenheld Harry).“
Beim Lexikon des internationalen Films war zu lesen: „Amüsante, sanft ironische Komödie, die ihren Humor aus dem Gefälle von Anspruch und Wirklichkeit der Senioren bezieht. Anspielungen auf Spionagefilme der 1960er- und 1970er-Jahre sowie spielfreudige Darsteller sorgen für angenehme Unterhaltung, die unterschwellig die gravierenden Veränderungen für die Ostdeutschen durch die Wiedervereinigung verhandelt.“